# Komisja Równego Statusu Kobiet i Mężczyzn
Komisja Równego Statusu Kobiet i Mężczyzn (skrót: RKM) wchodziła w skład stałych komisji sejmowych IV kadencji. Po wyborach parlamentarnych w 2005 roku została częściowo przekształcona w Komisję Rodziny i Praw Kobiet. Do zakresu jej zadań należały sprawy wynikające z konstytucyjnej zasady równych praw kobiet i mężczyzn, w tym przestrzeganie równych szans obu płci w politycznym, gospodarczym i społecznym życiu kraju.